# Calcio Italia
Calcio Italia è stata una rivista mensile in lingua inglese che si occupava di calcio italiano, dalla Serie A alla Lega Pro Seconda Divisione passando da Serie B e Prima Divisione, ma anche della Nazionale azzurra sia per quanto concerne la prima squadra che per le rappresentative Under-21, 19 o 17. Seguiva da vicino anche le squadre di club italiane impegnate nelle coppe europee.
Pubblicata da Anthem Publishing e destinata ad un pubblico soprattutto anglosassone, ha cessato le pubblicazioni nel settembre 2011.

## Storia
La rivista è stata fondata nel 1992 dall'ex giornalista John Taylor (che è anche il direttore) come spin-off di Football Italia, un programma televisivo britannico trasmesso dal 1992 al 2002 su Channel 4 e fino al 2008 su altri canali.
Nel gennaio 2008 ha raggiunto l'edizione numero 150.